# Подвижный грунтовый ракетный комплекс
Подвижный грунтовый ракетный комплекс (ПГРК) — ракетный комплекс стратегического назначения наземного базирования, в котором подвижные (самоходные) пусковые установки (СПУ) с ракетами могут передвигаться по низкокатегорийным дорогам или бездорожью.
Включает боевые ракетные комплексы (БРК), командные пункты (КП), пункты управления ракетной дивизии, технический комплекс, системы электроснабжения ракетного комплекса, охраны и обороны, коммуникации. БРК в свою очередь состоит и нескольких ракетных дивизионов (рдн), КП ракетного полка (рп), системы охраны и обороны, технических средств, сооружений и коммуникаций пункта постоянной дислокации (ППД). В составе рдн — несколько стартовых батарей (СБ) и подвижный КП рдн. СБ образует СПУ и машина обеспечения боевого дежурства (МОБД).
Список грунтовых ракетных комплексов:
- 15П642 «Темп-2С» — РС-14
- 15П645 «Пионер» — РСД-10
- 15П158 «Тополь» — РТ-2ПМ
- 15П155 «Тополь-М» — РТ-2ПМ2
- 15П155М «Ярс» — РС-24
- РС-26 «Рубеж»
- «Орешник»